# Jannick Green
Jannick Green Krejberg, né le 29 septembre 1988 à Lemvig au Danemark, est un handballeur international danois. Il joue au poste de Gardien de but en équipe nationale danoise depuis 2007 et joue depuis 2022 pour le club français du Paris Saint-Germain.
Doublure de Niklas Landin Jacobsen, il est Champion olympique en 2016 puis Champion du monde en 2019 et Champion du monde en 2025 à domicile.

## Palmarès

### En club
Compétitions internationales
- Vainqueur de la Coupe du monde des clubs (1) : 2021 (en)
- Vainqueur de la Ligue européenne (C3) (1) : 2021

Compétitions nationales
- Vainqueur du Championnat du Danemark (1) : 2010
- Vainqueur de la Coupe d'Allemagne (1) : 2016
- Vainqueur du Championnat d'Allemagne (1) : 2022
- Vainqueur du Championnat de France (3) : 2023, 2024 et 2025
- Vainqueur du Trophée des champions (1) : 2023

### En sélection
Jeux olympiques
- Médaille d'or aux Jeux olympiques de 2016 à Rio de Janeiro,  Brésil

Championnats du monde
- Médaille d'argent au championnat du monde 2013,  Espagne
- 5e place au championnat du monde 2015,  Qatar
- 10e place au championnat du monde 2017,  France
- Médaille d'or au championnat du monde 2019,  Danemark et  Allemagne
- Médaille d'or au championnat du monde 2025,  Croatie,  Danemark et  Norvège

Championnats d'Europe
- Médaille d'argent au championnat d'Europe 2014,  Danemark
- 4e place au championnat d'Europe 2018,  Croatie
- 13e place au championnat d'Europe 2020
- Médaille de bronze au championnat d'Europe 2022

Sélections de jeunes
- vainqueur du championnat du monde jeunes en 2007